# Clianthus puniceus
Clianthus puniceus (Engels: kaka beak, Maori: kōwhai ngutukākā) is een houtige, peuldragende struik, die endemisch is op het Noordereiland in Nieuw-Zeeland. De plant draagt opvallende clusters rode bloemen. Deze bloemen lijken op de snavel van de kaka (Nestor meridionalis), een Nieuw-Zeelandse papegaai. De plant staat in Nieuw-Zeeland ook bekend als parrot's beak, parrot's bill en lobster claw. Er bestaat ook een cultivar met witte bloemen.
De soort wordt in het wild met uitsterven bedreigd. In 2005 zijn er bij een onderzoek nog maar 153 planten gevonden (in 1996 waren er nog meer dan 1000), voornamelijk in Gisborne. De plant wordt veel gekweekt als tuinplant, maar de gekweekte planten stammen af van maar een paar planten en zijn genetisch niet divers.
Clianthus puniceus wordt circa 2 m hoog en heeft verspreid staande takken. De bladstelen zijn tot 15 cm lang en dragen meerdere paren, kleine blaadjes. De plant bloeit van de lente tot vroeg in de zomer, maar kan ook twee keer per jaar bloeien of zelfs jaar rond.
Er zijn drie andere geslachten van autochtone, peuldragende planten in Nieuw-Zeeland: Carmichaelia, Montigena en Sophora. Clianthus puniceus heeft enkele overeenkomsten met Swainsona formosa uit Australië, die oorspronkelijk ook tot het geslacht Clianthus werd gerekend.
Clianthus puniceus staat afgebeeld op een Nieuw-Zeelandse postzegel uit 1967. In België en Nederland wordt de plant aangeboden in de handel.

## Externe link

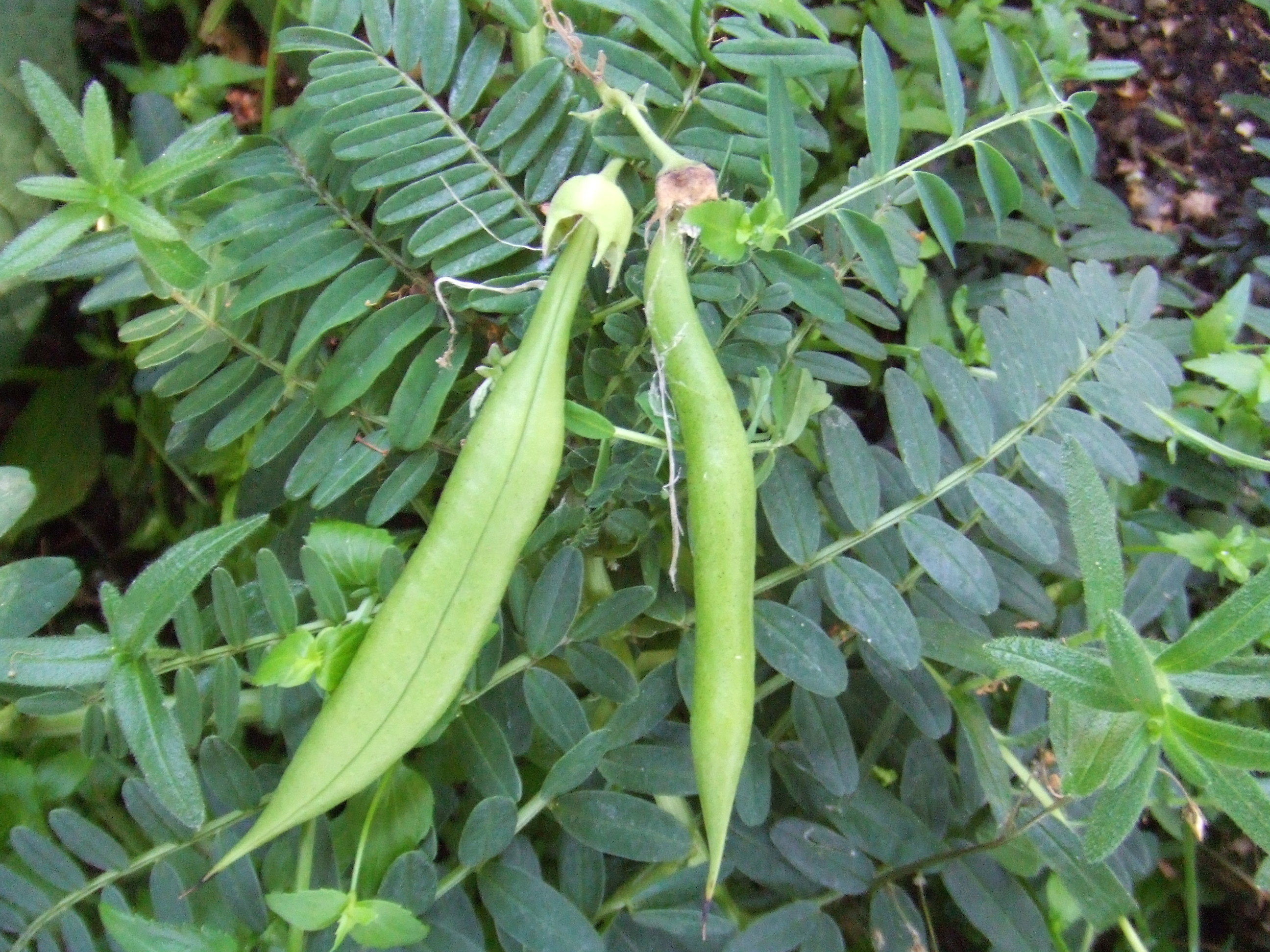
Vruchten